# Harras (Nainhof-Hohenfels)
Harras war zuletzt ein Ortsteil der Gemeinde Nainhof-Hohenfels im Landkreis Parsberg in Bayern, der im Truppenübungsplatz Hohenfels zur Wüstung wurde.

## Geographische Lage
Die Einöde lag im oberpfälzischen Jura der Südlichen Frankenalb ca. 2,5 km östlich von Nainhof-Hohenfels auf ca. 490 m über NHN, umgeben von Erhebungen, die in nordwestlicher Richtung mit dem Boslberg bis 604 m ü. NHN ansteigen.

## Geschichte
Die Einöde erscheint Mitte des 15. Jahrhunderts als Lehen des Bayernherzogs Otto, gelegen in der Herrschaft Hohenfels. Im Salbuch dieses Amtes von 1494/1500 ist Harras mit zwei Anwesen aufgeführt. Im Kartenwerk von Christoph Vogel von 1600 ist Harras mit der Waldung „Harrasperg“ unter dem Pflegamt Hohenfels verzeichnet. Bei den zwei Anwesen von der Größe von Siebenachtelhöfen blieb es bis zum Ende des Alten Reiches und darüber hinaus bis zur endgültigen Absiedelung 1951.
Im Königreich Bayern wurde um 1810 der Steuerdistrikt Großbissendorf im Landgericht Parsberg (später Landkreis Parsberg) aus sieben Orten, darunter auch Harras, gebildet. Mit dem zweiten bayerischen Gemeindeedikt von 1818 entstand die Ruralgemeinde Großbissendorf aus zehn Orten, darunter wiederum Harras.
Für die Schaffung eines Truppenübungsplatzes wurde ab 1938 das Gebiet nördlich von Hohenfels durch die Reichsumsiedelungsgesellschaft abgelöst und geräumt und mit Wirkung vom 1. Oktober 1944 die Bildung des Heeresgutsbezirks Hohenfels bekanntgegeben. Aus dem Landkreis Parsberg war auch die Einöde Harras der Gemeinde Großbissendorf davon betroffen. Nach dem Ende des Zweiten Weltkrieges wurde Harras mit den meisten anderen abgesiedelten Orten wieder neu besiedelt. Am 14. Dezember 1949 wurde der Heeresgutsbezirk offiziell aufgelöst und stattdessen für die wiederbesiedelten Orte provisorisch die Gemeinde Nainhof-Hohenfels gebildet. Doch bereits im Herbst 1951 musste das Gebiet, erweitert um die Gemeinden Pielenhofen und Lutzmannstein, kurzfristig zum zweiten Mal geräumt werden, um für die US- und NATO-Truppen den Truppenübungsplatz Hohenfels zu schaffen. In ihm wurde die erneut geräumte Einöde Harras zur Wüstung. Dortige untertägige mittelalterliche und frühneuzeitliche Befunde gelten als Bodendenkmäler.

### Gebäude- und Einwohnerzahl
- 1838: 22 „Seelen“, 2 Häuser[11]
- 1867: 24 Einwohner, 9 Gebäude[12]
- 1871: 25 Einwohner, 12 Gebäude, an Großviehbestand 1873 2 Pferde und 30 Stück Rindvieh[13]
- 1900: 25 Einwohner, 2 Wohngebäude[14]
- 1925: 8 Einwohner, 1 Wohngebäude[15]
- 1950: 17 Einwohner, 2 Wohngebäude[16]

### Kirchliche und schulische Verhältnisse
Harras gehörte seit altersher (so 1600) zur katholischen Pfarrei Hohenfels im Bistum Regensburg. Die Kinder gingen im 19. Jahrhundert und um 1900/1925 nach Großbissendorf, um 1950 nach Nainhof in die Schule.